# Eudes de Saint-Amand
Eudes (Odon) de Saint-Amand est le 8e maître de l'Ordre du Temple.
Il est originaire d'une famille noble du Limousin mais est arrivé sans doute assez jeune en Palestine car lorsqu'il parvient à la tête des templiers il a déjà derrière lui une carrière militaire bien remplie puisqu'il a occupé la charge de maréchal du royaume et de vicomte de Jérusalem. Il devient templier à une date inconnue et succède à l'éphémère Philippe de Milly à la tête de l'Ordre du Temple vers 1171. Il est réputé pour sa sagacité et son courage mais est décrit ainsi par le chroniqueur (et évêque) Guillaume de Tyr : « Homme méchant, superbe, arrogant, ne respirant que la fureur, sans crainte de Dieu et sans égard pour les hommes... Il mourut de misère, sans emporter les regrets de personne. » Il est à noter que l'ordre avait affirmé son indépendance et refusé de payer l'impôt à l'évêque, ce qui rend plus que douteuse cette affirmation revancharde de Guillaume de Tyr. Eudes de Saint-Amand a plutôt laissé le sentiment d'un soldat valeureux, courageux et d'un excellent gestionnaire, de l'avis de nombreux chroniqueurs et historiens.
À peine élu, il s'oppose au roi Amaury Ier de Jérusalem en refusant de livrer à la justice du roi Gantier du Mesnil, un templier coupable du meurtre d'un émissaire du Vieux de la Montagne. L'affrontement entre les deux hommes n'a pas lieu du fait de la mort du roi, remplacé par le jeune et malade Baudouin IV de Jérusalem, puis de celle de Nur ad-Din, l'Atabeg d'Alep, à qui succède Saladin. En 1177, ce dernier lance un raid sur les alentours d'Ascalon avec environ 20 000 hommes. Aussitôt Baudouin IV s'avance à sa rencontre avec à peine 3 000 fantassins et 375 chevaliers dont 80 templiers conduits par leur chef. Ceux-ci chargent à l'avant-garde et bousculent les premières lignes du sultan Ayyoubide.
«L'ange exterminateur semblait les suivre dans la mêlée »
Cette bataille d'Ascalon (18 novembre 1177) est une large victoire des chrétiens remportée en partie par la fougue et la furie de la charge des Templiers. Deux ans plus tard, Saladin organise des raids depuis Banias vers la région de Beyrouth, d'une part pour approvisionner l'émirat de Damas, atteint de disette à la suite de sécheresse, et d'autre part pour affaiblir le royaume de Jérusalem. Baudouin IV le lépreux réunit des troupes pour y mettre fin, accompagné du comte Raymond III de Tripoli et d'Eudes de Saint-Amand. Le camp de Saladin est repéré du haut d'une hauteur de 900 mètres que Guillaume de Tyr nomme Mesaphar et l'armée descend le mont pour intercepter une troupe de pillards menés par Farrukh-Shâh, un neveu de Saladin, qui rentre d'un raid. Pendant la descente, Eudes entraîne avec lui les Templiers et les chevaliers du comte de Tripoli et distance l'infanterie et le roi. Cette troupe de six cents chevaliers n'a aucun mal à écraser la trentaine de pillards musulmans, mais l'armée est ainsi dangereusement dispersée, et ne peut résister à la contre-attaque de Saladin (10 juin 1179). Alors que les soldats se débandent, les Templiers et les Tripolitains résistent et sont pour la plupart tués à l'exception d'Eudes de Saint-Amand et de quelques autres,. Nombre de templiers subirent un supplice horrible, sciés par le milieu du corps, à l'issue de la bataille, sur ordre de Saladin.
Le sultan souhaite échanger le Grand Maître contre l'un de ses neveux prisonnier de l'Ordre mais le maître refuse qui répond :«Je ne veux point autoriser par mon exemple la lâcheté de mes religieux qui se laisseraient prendre dans l'espoir d'être rachetés. Un Templier doit vaincre ou mourir, et ne peut donner pour sa rançon que son poignard et sa ceinture». Emmené en captivité il meurt à Damas le 9 octobre 1179, El-Imad, juriste et secrétaire de Saladin, écrivant qu'il « passa de sa prison aux cachots de l'Enfer », preuve de l'importance et sans doute de la valeur que les forces de Saladin attribuaient à Eudes de Saint-Amand...

## Les hommes de son temps
Au cours de sa vie et comme maître de l'ordre du Temple, Eudes de Saint-Amand a côtoyé des hommes qui ont marqué leur temps :
- Saladin